# Marvin Mims
Marvin Mims Jr. (Frisco, 19 marzo 2002) è un giocatore di football americano statunitense che milita nel ruolo di wide receiver per i Denver Broncos della National Football League (NFL).

## Carriera

### Denver Broncos
Al college Rice giocò a football a Oklahoma, venendo inserito nella formazione ideale della Big 12 Conference. Fu scelto nel corso del secondo giro (63º assoluto) del Draft NFL 2023 dai Denver Broncos. Debuttò come professionista nella gara del primo turno contro i Las Vegas Raiders ricevendo 2 passaggi per 9 yard dal quarterback Russell Wilson. La settimana successiva contro i Washington Commanders ricevette 113 yard e segnò il suo primo touchdown. A fine stagione fu convocato per il suo primo Pro Bowl e inserito nel Second-team All-Pro come kick returner.
Nel 2024 Mims fu nuovamente convocato per il Pro Bowl e inserito nel First-team All-Pro.

## Palmarès
- Convocazioni al Pro Bowl: 2

2023, 2024
- First-team All-Pro: 1

2024
- Second-team All-Pro: 1

2023
- Giocatore degli special team della AFC della settimana: 2

10ª del 2023 e 15ª del 2024
- PFWA All-Rookie Team - 2023